# Muz TV Moldova
Muz TV Moldova a fost un canal muzical de televiziune din Republica Moldova. Acesta a activat de la începutul anilor 2001 până în data de 31 mai 2014, când și-a sistat activitatea. Muz-TV Moldova a fost prima televiziune muzicală din Republica Moldova, fiind afiliată canalului rus Muz TV. Postul de televiziune avea o gamă largă de programe localizate pentru Moldova, Sorin Bucătaru, ex-director de programe la această televiziune, spunând că a acceptat poziția pe care o ocupă numai când și-a dat seama că rușii de la centru înțeleg și ei necesitatea localizării.
Printre emisiunile produse în Moldova (în română și rusă) se numără „PRO News”, „Showblitz”, „Amuzing”, „VIP în Moldova”, „Mobilizarea MUZ-TV Moldova”, „GARAJ Incorporated”, „Top 7”, „Persona_L”, „Easy Money”, Facebook News, TOP 10 MD, TOP 10 International, Star CV și „D-rap out”. Muz TV a fost de asemenea și promotorul unei lungi serii de evenimente muzicale în Moldova. 
Transmisiunea a fost realizată în standardul DVB-T în Chișinău pe canalul 61, dar și în sistem analog în Chișinău, Bălți, Cahul, Varnița, Tiraspol și suburbii, precum și în pachetele operatorilor de cablu din toată țara. Canalul era recepționat de 2 milioane de moldoveni.
Muz-TV Moldova a mai fost inclus și în lista de canale oferite de operatorul de telefonie mobilă Orange Moldova, alături de canalele românești Național TV, Senso și UTV. 
În data de 31 mai 2014, Muz TV Moldova și-a sistat activitatea la decizia fondatorului postului tv, Consiliul Coordonator al Audiovizualului retrăgându-i licența postului.